# الوقاية من الأوبئة

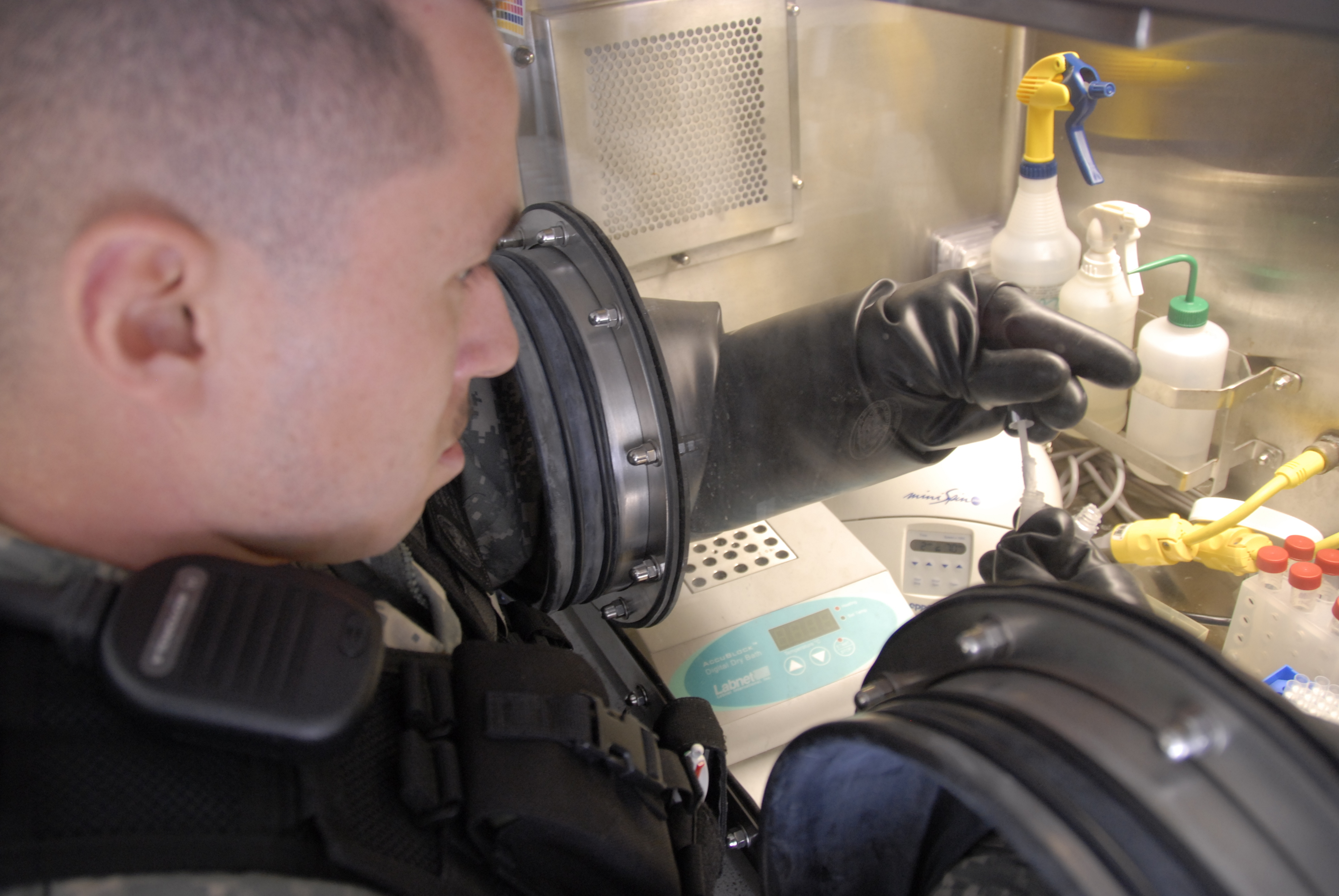
فريق أسلحة الدمار الشامل يستجيب للتهديد في جبال سييرا

تعرف الوقاية من الأوبئة بأنها تنظيم وإدارة التدابير الوقائية اللازمة تجاه الأوبئة. تتضمن تدابيرًا للحد من الأمراض المعدية الجديدة ومنع الأمراض والأوبئة من أن تصبح جائحة.
لا ينبغي الخلط بين الوقاية من الأوبئة وبين التأهب للوباء أو التخفيف من حدته (على سبيل المثال جائحة كورونا)، إذ إنه يسعى إلى حد كبير إلى التخفيف من حجم الآثار السلبية للأوبئة، على الرغم من أن الموضوعات قد تتداخل في بعض الجوانب مع الوقاية من الأوبئة.
تفيد التقارير أن بعضًا من جهود الوقاية من الوباء تخاطر بإحداث أوبئة، بينما عدم الانخراط في أي شكل من أشكال الوقاية من الأوبئة أمر مليء بالمخاطر أيضًا.
مُنِع فيروس السارس النوع الأول من التسبب في جائحة المتلازمة التنفسية الحادة الوخيمة (السارس)، خلال انتشار المرض 2002-2004. ساعدت الإجراءات السريعة التي اتخذتها السلطات الصحية الوطنية والدولية، مثل منظمة الصحة العالمية على الإبطاء من انتقال العدوى وكسر سلسلة الانتقال، التي أنهت الأوبئة المحلية قبل أن تصبح وباءً.

## تدابير

### البنية التحتية والتنمية الدولية
توجد حاجة إلى أنظمة صحية عامة قوية ومتعاونة لديها القدرة على المراقبة النشطة للاكتشاف المبكر للحالات وتعزيز قدرتها على تنسيق الرعاية الصحية لوقف العدوى على الفور بعد تفشي المرض، وتوجد فترة زمنية معينة يمكن خلالها إيقاف الجائحة من قبل السلطات المختصة بعزل أول مصاب و/أو محاربة العامل المسبب للمرض. إعداد بنية تحتية عالمية جيدة وتبادل المعلومات والحد الأدنى من التأخير بسبب البيروقراطية وإجراءات العلاج الفعالة والهادفة. اقتُرح في عام 2012 اعتبار الوقاية من الأوبئة جانبًا من جوانب التنمية الدولية من حيث البنية التحتية للرعاية الصحية والتغييرات في الديناميكيات المتعلقة بمسببات الأمراض بين البشر وبيئتهم، متضمنةً الحيوانات.
غالبًا ما يسجل مقدمو الرعاية أو الأطباء التابعين للسلطات المحلية في إفريقيا أو آسيا أو أمريكا اللاتينية تراكمات (أو تجمعات) غير شائعة من الأعراض، ولكنهم يفتقرون إلى خيارات لإجراء تحقيقات أكثر تفصيلًا. ذكر العلماء أنه «يجب إعطاء الأولوية للبحوث ذات الصلة بالبلدان ذات المراقبة الضعيفة ومنشآت المختبرات والنظم الصحية»، وأنه «في تلك المناطق لا ينبغي أن تعتمد طرق إمداد اللقاحات على التبريد ويجب أن تكون التشخيصات متاحة في مراكز الرعاية الصحية». اقترح باحثان أن أنظمة الصحة العامة «في كل بلد» يجب أن تكون قادرة على اكتشاف العدوى مبكرًا وتشخيصها بدقة وتنفيذ تدابير فعالة لمكافحة المرض والتعاون الكامل مع السلطات الدولية ذات الصلة في كل مرحلة. اقترح المسؤولون الأمريكيون مجموعة من الإصلاحات للوائح الصحية الدولية والمؤسسات العالمية للأمن الصحي العالمي.

### تدابير تتمحور حول التكنولوجيا

#### تقنيات السلامة الحيوية وتنظيم التكنولوجيا الحيوية
يحق للسياسات المحتملة التي تدعم السلامة الأحيائية العالمية أن تستفيد من تقنيات مختلفة، تتضمن تقنيات الاحتواء في المختبرات ولكنها لا تقتصر عليها. تشمل المقترحات الخاصة بزيادة السلامة الأحيائية من حيث المعامل والعمل الميداني العلمي والأنشطة المتعلقة بالبحث والتطوير ما يلي:
- حصر البحث في العوامل البيولوجية شديدة العدوى على الباحثين المدربين فقط في البيئات المحمية جيدًا وأنظمة السلامة البيولوجية المتقدمة والتخلص من المخاطر البيولوجية.[1]
- تحسين الأمن المادي وتثقيف العلماء حول إمكانات إساءة الاستخدام.[2]
- عمليات المراجعة التي تضمن تبرير المخاطر وتقليلها إلى الحد الادنى، على سبيل المثال منع بعض دراسات اكتساب الوظيفة[3][4](التعريف الدقيق لـ «اكتساب الوظيفة» موضع خلاف وهناك أيضًا مصطلح «العوامل الممرضة الوبائية المحتملة»).[5] قد تتضمن الحجج الخاصة بأبحاث اكتساب الوظيفة «أن اللقاحات والعلاجات يمكن البحث عنها وتطويرها بنحو استباقي» بهذه الطريقة.[6]
- رصد وتعزيز بروتوكولات المختبرات حول العالم.[7]

- نُفِذ العمل على فيروسات كورونا في معهد ووهان لعلم الفيروسات على مستوى السلامة البيولوجية 2 (مع كون المستوى 4 هو الأكثر أمانًا).[8]

- وفقًا لدراسة «لا توجد مبادئ توجيهية وطنية أو معايير مرجعية متاحة في الهند بشأن إصدار الشهادات والتحقق من صحة مختبرات السلامة البيولوجية».[9]

- وفقًا لأحد الخبراء، لا توجد حقًا مجموعة معايير متفق عليها ومتبعة لكيفية تأمين معامل BSL3 و BSL4 لنفسها ( مستوى السلامة البيولوجية: BSL).[6]
- في دراسة أجريت عام 2018، اقترح وجود حاجة إلى «تحديث إرشادات السلامة الأحيائية للمختبرات الدولية» «لعولمة السلامة البيولوجية».[10]

- مراقبة وتعزيز بروتوكولات العمل الميداني حول العالم (مثل أخذ العينات الفيروسية).[11]

- عُثِر  على أقرب فيروس نسبي معروف حتى الآن (مع نسبة تشابه 96.8٪) مع فيروس السارس النوع الثاني في عينات من خفافيش حدوة الحصان البرية في الكهوف في شمال لاوس.[12][13] لم يُعثَر على فيروسات مرتبطة بفايروس السارس النوع الثاني في أي عينات جُمعت في الصين، متضمنةً الكهوف المحلية الوحيدة حيث اكتُشف RaTG13 وRmYN02، مما يشير إلى أن مثل هذه الفيروسات قد لا تنتشر حاليًا في الخفافيش في البلاد.[12][14] أفاد مسح صغير أن العديد من المتخصصين في السلامة البيولوجية الذين يجرون مسحًا ميدانيًا للعينات التي يحتمل أن تكون معدية لم يجر تدريبهم رسميًا على هذا الموضوع.

- توجد العديد من الأمثلة المعروفة للعدوى المرتبطة بالميدان.
- جعل هندسة الفيروسات القاتلة أصعب.[15]
- الجهود العالمية لإنهاء البحث في تطوير أمراض جديدة خطيرة.[15]
- التدابير التي لا تعتمد على المعدات التكنولوجية ومنتجات التكنولوجيا الحيوية (إضافةً إلى البيانات والمعرفة) متاحة فقط للعلماء.
- وفقًا لأحد الخبراء، يجب أن يعمل «مجتمع الأسلحة البيولوجية الدولي» على تحديد نقاط الاختناق في سلسلة التوريد والمساعدة في تنفيذ مراقبة قوية لها، مثل مواد المدخلات الرئيسية.[6]
- يخطط فريق دولي لجعل فحص تخليق الحمض النووي متاحًا مجانًا للبلدان في جميع أنحاء العالم ويمكنه إنشاء مستوى من الأمان إذا تطلبت اللوائح أن ترسل شركات تصنيع الحمض النووي تسلسلات للفحص مقابل قاعدة بيانات معتمدة.[15]
- بدأت بعض الشركات التي تصنع الحمض النووي التعاون بالحد من الوصول إلى الجينات الخطرة بحيث يمكن للمختبرات المرخصة فقط الحصول على الحمض النووي «نحو 60%» من الجراثيم والسموم المميتة.[16]